# 長花黃鵪菜
长花黄鹤菜（学名：Youngia longiflora），为菊科黄鹌菜属下的一个植物种。